# 杉本美和介
杉本 美和介（すぎもと みわのすけ、生没年不詳）は江戸時代後期から明治時代初期の人物。加賀藩士。初名を駒太郎という。諱は成章。
7歳で藩より召しだされ、前田慶寧に仕え、江戸詰めとなる。9歳の折、参勤交代で国元に帰還するが、前藩主斉泰の正室 溶姫より土産としてからくり人形を拝領する。長じて大小将横目に進み、藩主より左馬介と改名するよう命ぜられるが、従五位の位階に叙爵を受けた者が名乗るものであるという理由からさらに美和介に改名を命ぜられた。書は米菴の子 三次郎に学び、隷書をよくした。天保元年(1830年)から嘉永7年(1854年)まで藩主の側近くに仕えた。明治維新の際、加賀藩は新政府に恭順の意を示し、北越戦争に新政府軍に従い出兵したが、美和介は鉄砲組頭として一隊を指揮し、敵地に入って大いに功を挙げた。戦後は戦没した者のために自筆の書を認め、野田、卯辰の二所に碑を建てるという。57年で生涯を終える。